# Zamek Grumbach
Zamek Grumbach (niem. Schloss Grumbach) – zabytkowy zamek w Rimpar, w dzielnicy Würzburga, w Dolnej Frankonii.
Zamek wybudowany został w XIV w. a pierwszy raz wspomniany w dokumentach w 1469. Do XVI w. obiekt był własnością rodziny von Grumbach oraz biskupów Würzburga, na których własność przeszedł w 1593. Biskupi utworzyli tu swoją wiejską rezydencję. Po wybudowaniu w Werneck nowej rezydencji wiejskiej obiekt popadł w ruinę a jego części zostały rozebrane. Od 1800 prowadzone były remonty w obiekcie. W latach 1806-1971 we  wschodnim skrzydle znajdował się Urząd Leśnictwa Rimpar. W 1980 zamek został zakupiony przez miasto Rimpar, a od 1985 po przeprowadzeniu remontu i renowacji mieści się tu ratusz oraz muzea archeologiczne i piekarnictwa.

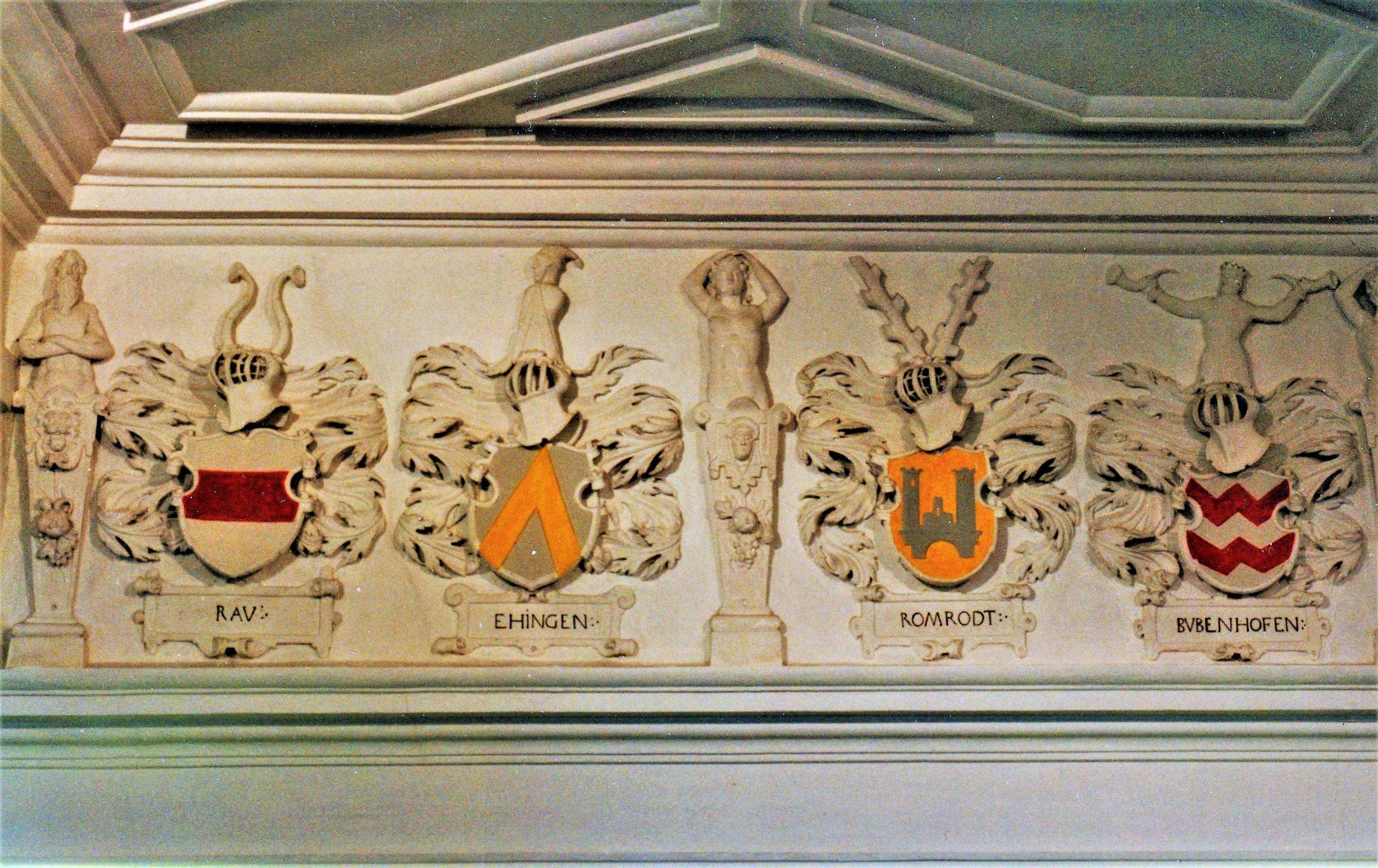
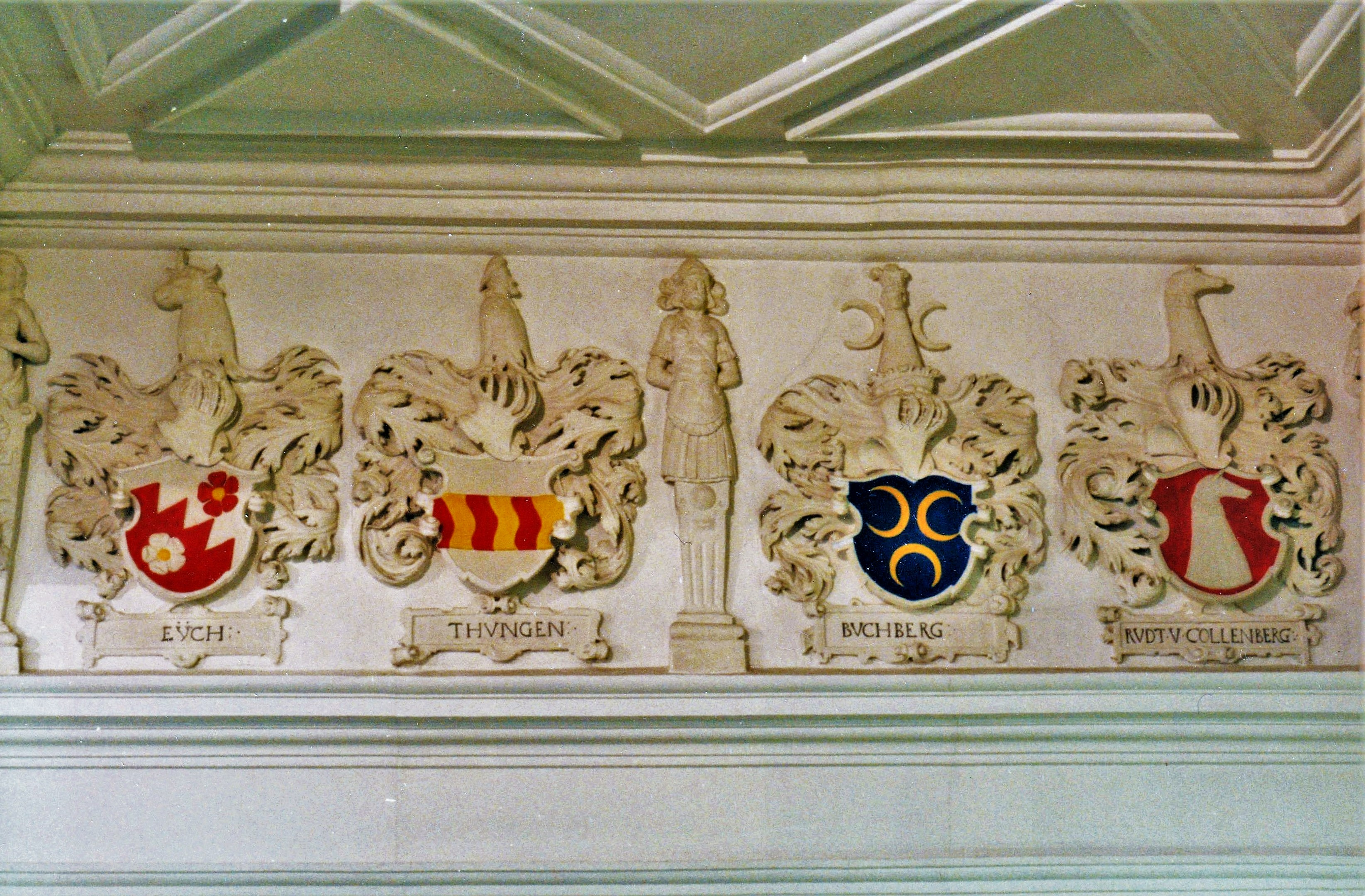
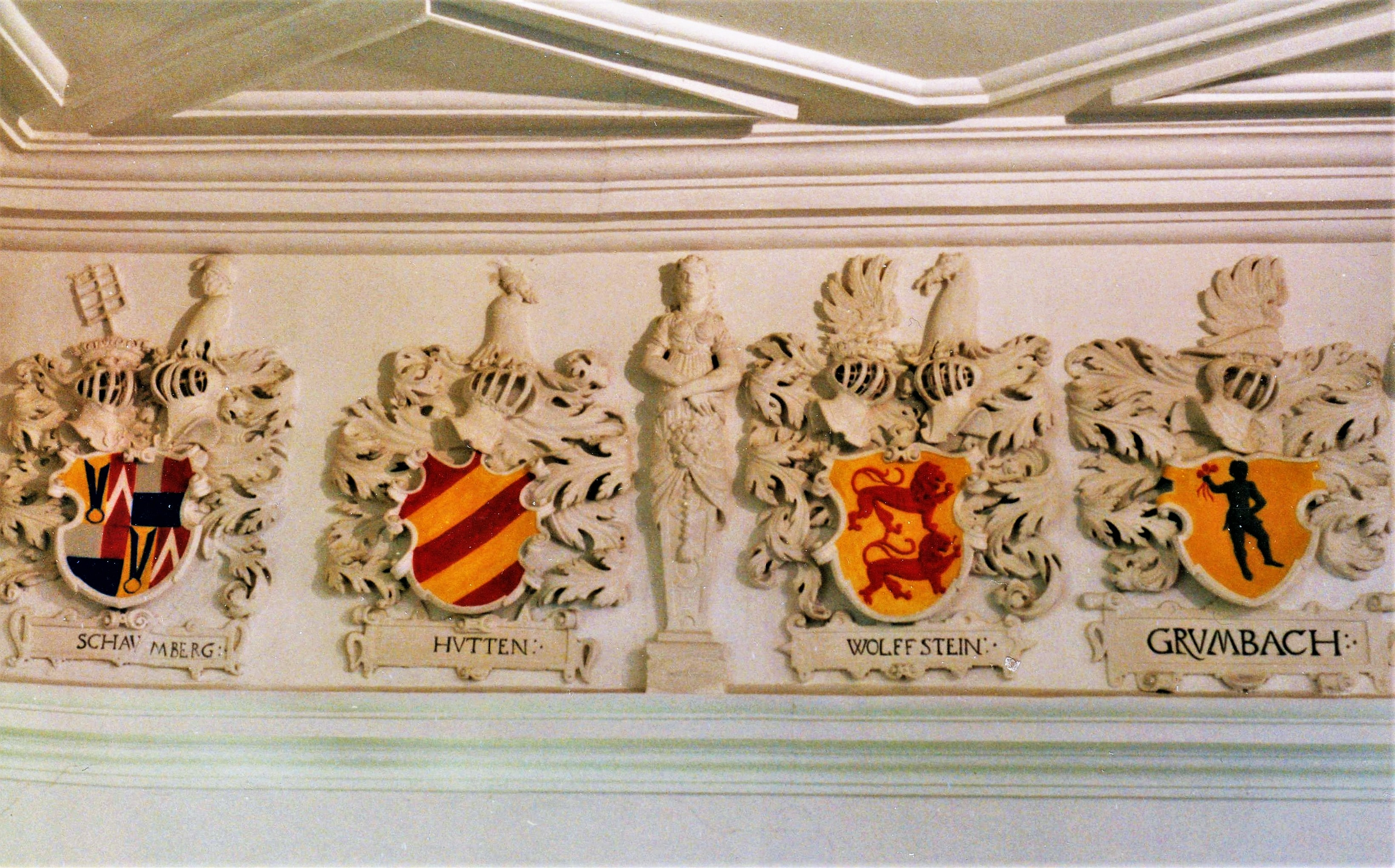
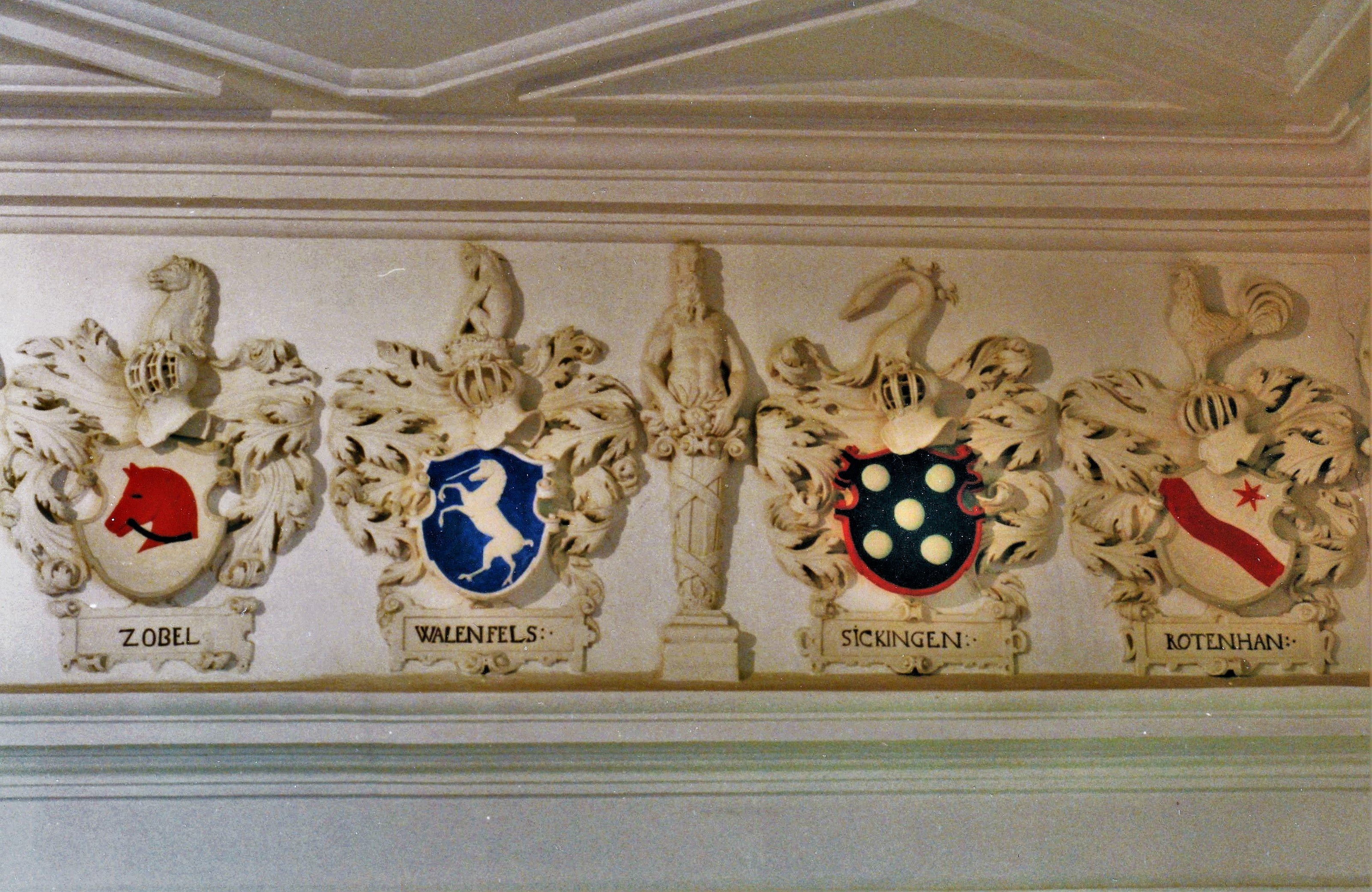
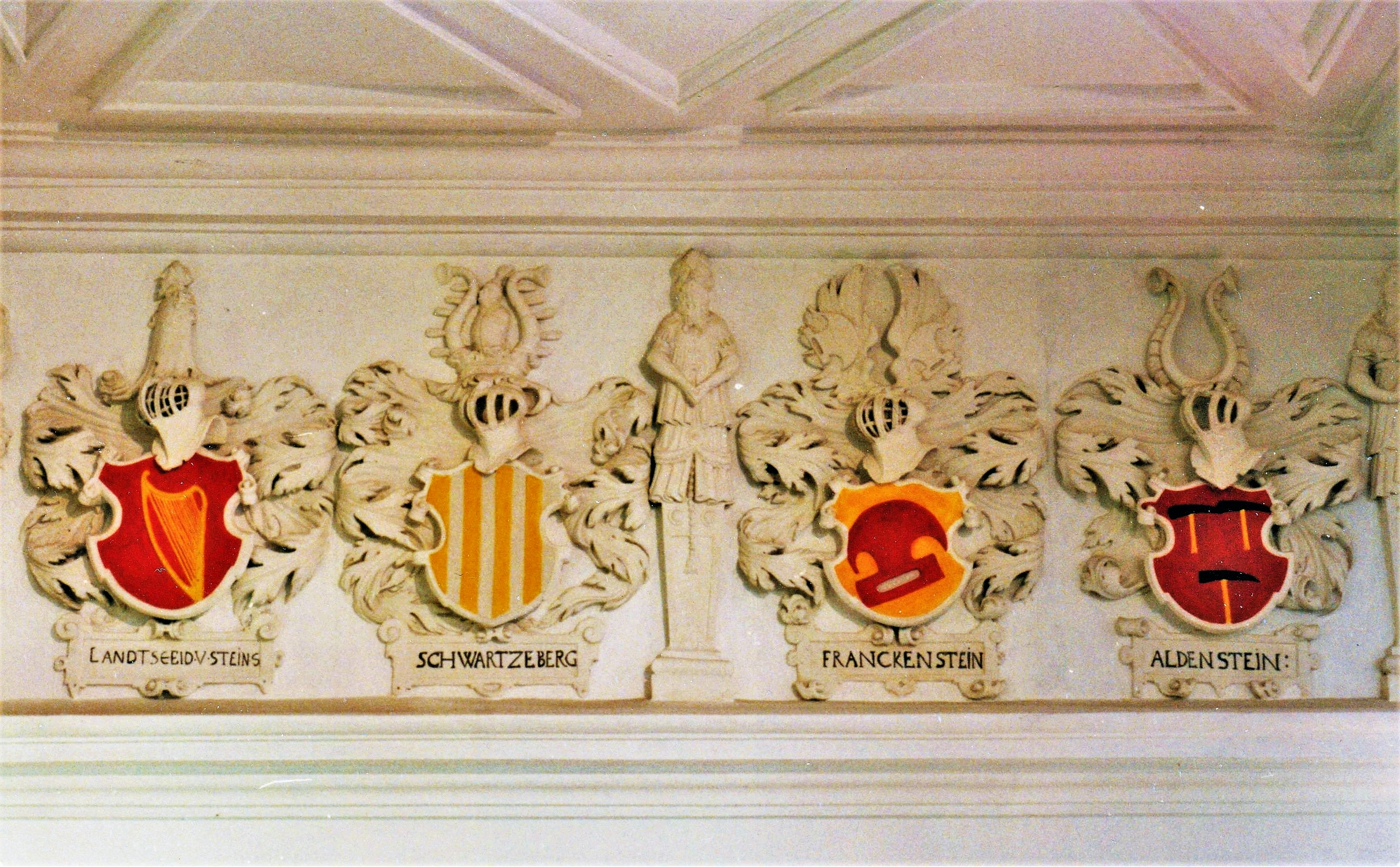
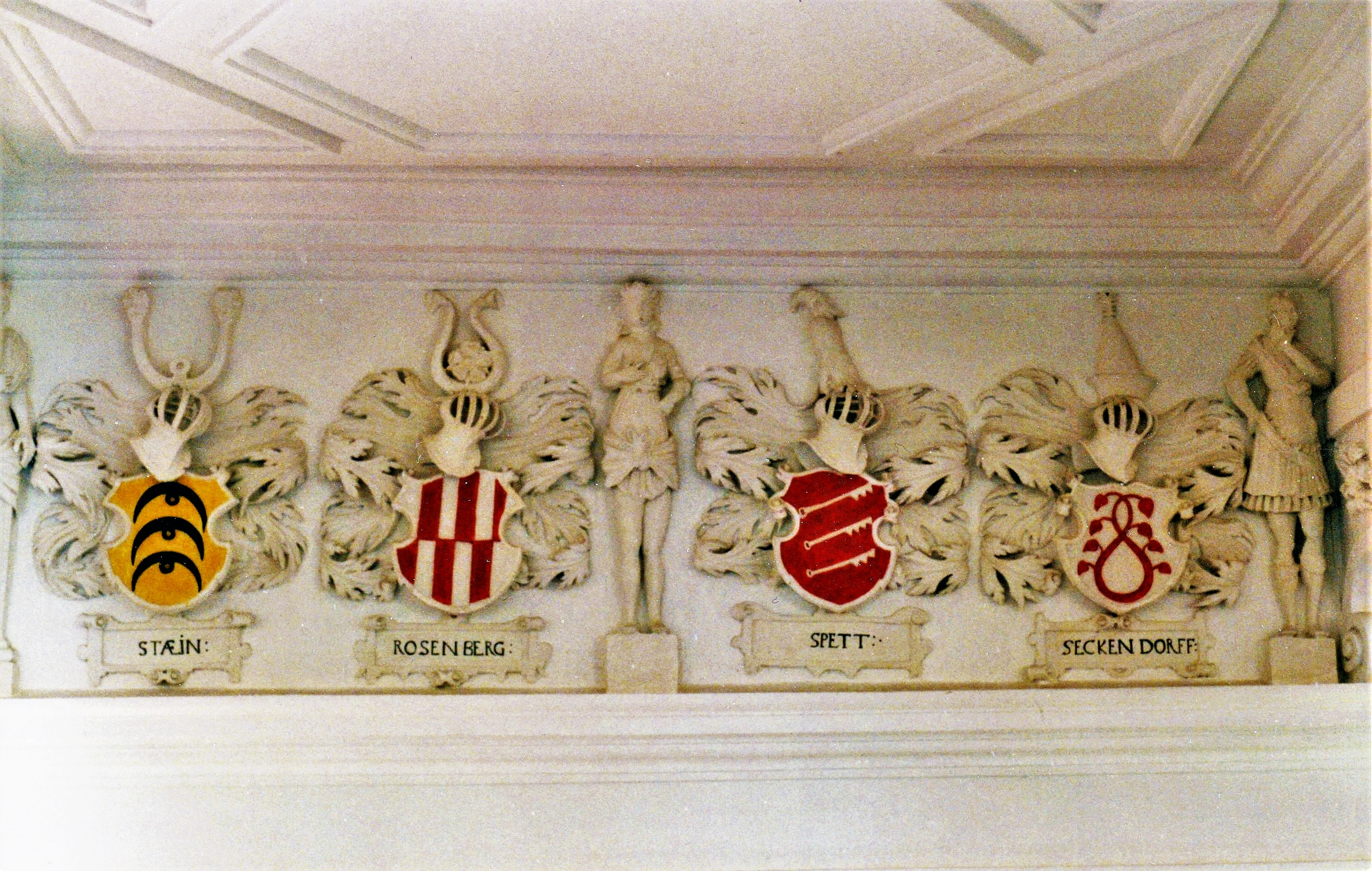
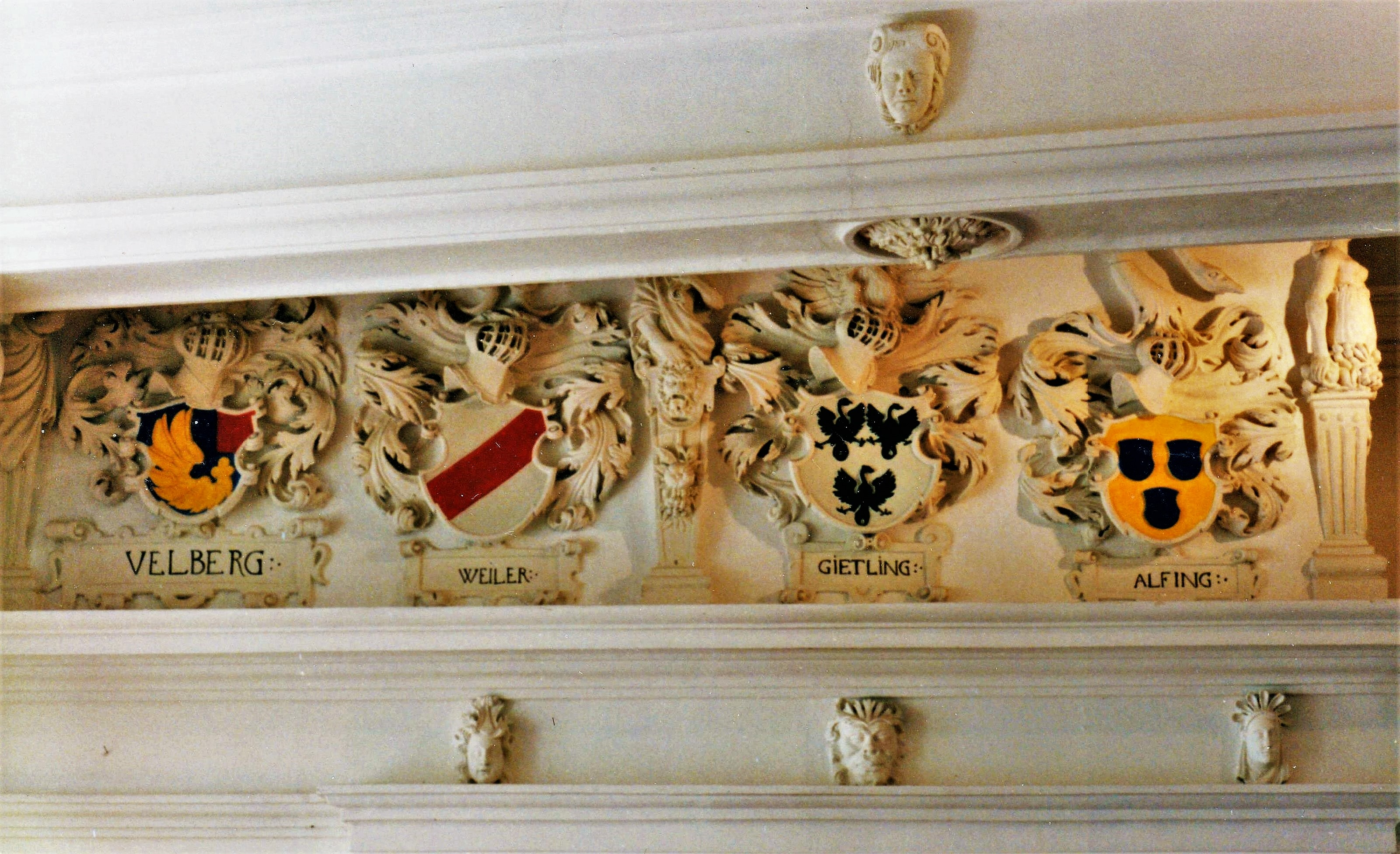
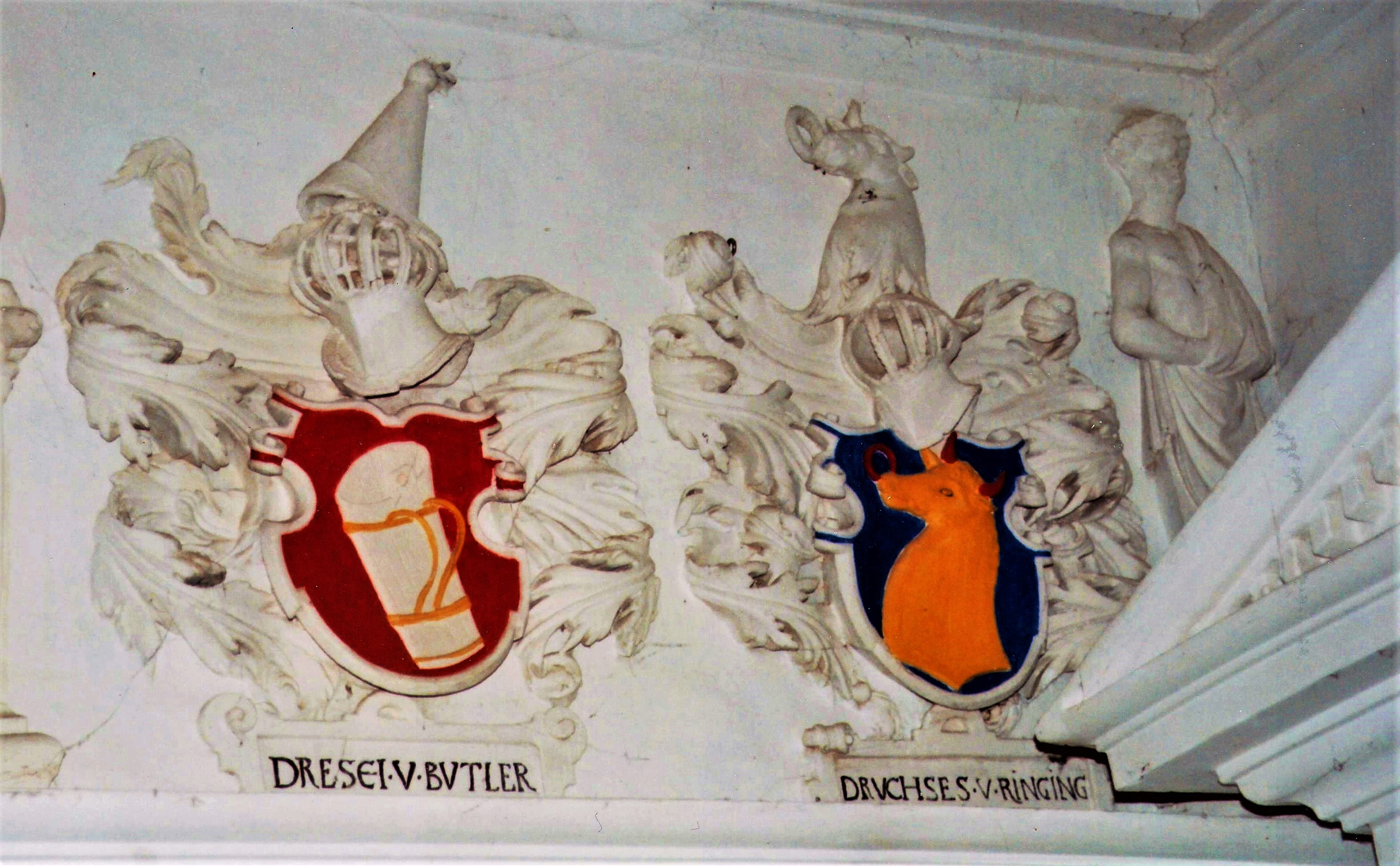
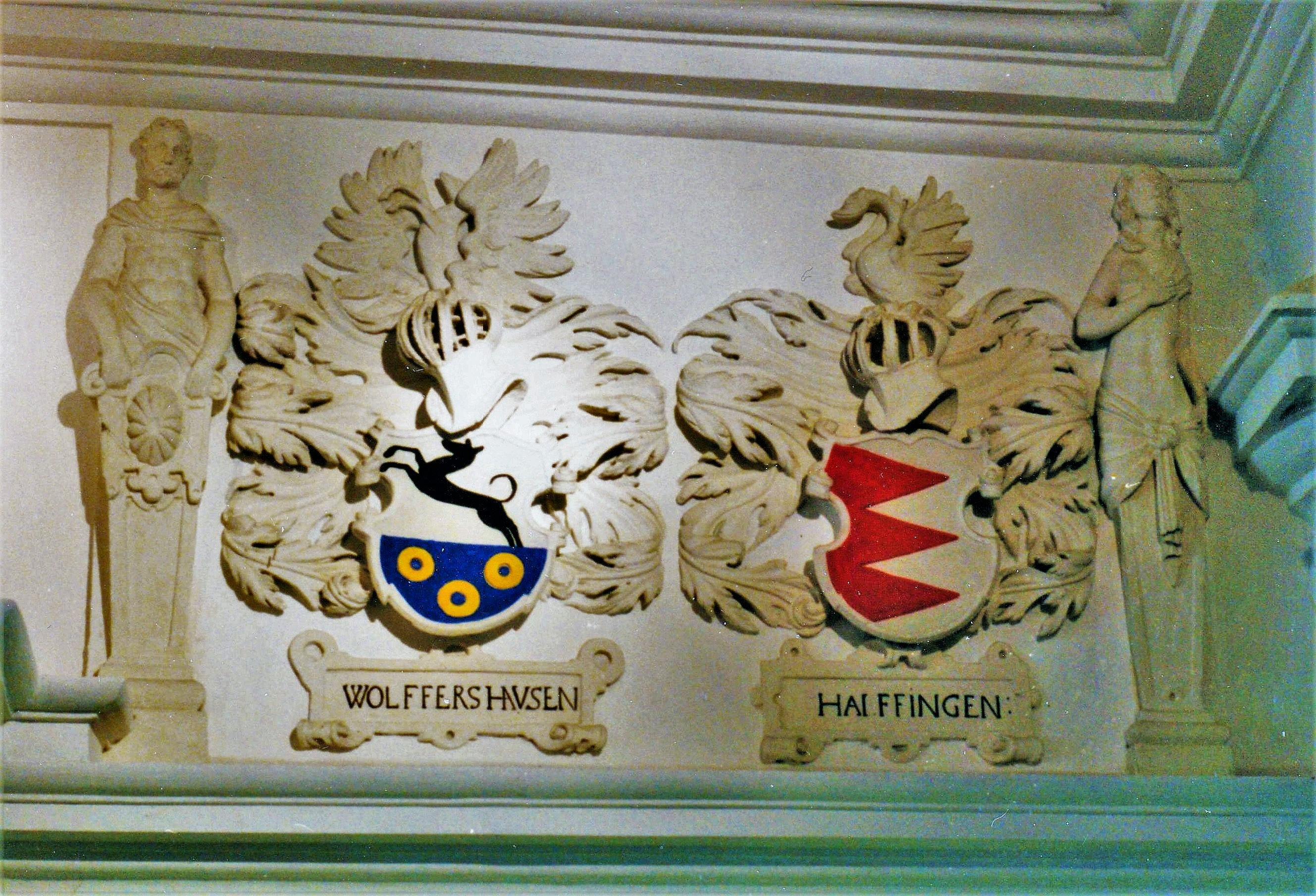